# Tipula (Pterelachisus) haplorhabda
Tipula (Pterelachisus) haplorhabda is een tweevleugelige uit de familie langpootmuggen (Tipulidae). De soort komt voor in het Palearctisch gebied.